# بارمین
| سامانه  | ردیف    | اشکوب      | سن (میلیون سال) |
| ------- | ------- | ---------- | --------------- |
| پالئوژن | پالئوسن | دانین      | → پس از آن      |
| کرتاسه  | پسین    | ماستریختین | ۶۶–۷۲,۱         |
| کرتاسه  | پسین    | کامپانین   | ۷۲,۱–۸۳,۶       |
| کرتاسه  | پسین    | سانتونین   | ۸۳,۶–۸۶,۳       |
| کرتاسه  | پسین    | کنیاسین    | ۸۶,۳–۸۹,۸       |
| کرتاسه  | پسین    | تورونین    | ۸۹,۸–۹۳,۹       |
| کرتاسه  | پسین    | سنومانین   | ۹۳,۹–۱۰۰,۵      |
| کرتاسه  | پیشین   | آلبین      | ۱۰۰,۵–~۱۱۳      |
| کرتاسه  | پیشین   | آپتین      | ~۱۱۳–~۱۲۵       |
| کرتاسه  | پیشین   | بارمین     | ~۱۲۵–~۱۲۹,۴     |
| کرتاسه  | پیشین   | هاتریوین   | ~۱۲۹,۴–~۱۳۲,۹   |
| کرتاسه  | پیشین   | والانجینین | ~۱۳۲,۹–~۱۳۹,۸   |
| کرتاسه  | پیشین   | بریاسین    | ~۱۳۹,۸–~۱۴۵     |
| ژوراسیک | پسین    | تیتونین    | → پیش از آن     |

بارمین (انگلیسی: Barremian) در مقیاس زمانی زمین‌شناسی، یک اشکوب یا عصر از دور کرتاسه پیشین به‌شمار می‌رود. بارمین در ستون چینه‌شناسی پس از اشکوب هاتروین و پیش از آپتین جای می‌گیرد. عصر بارمین از حدود ۱٫۵ ± ۱۲۹٫۴ میلیون سال پیش آغاز شده و تا حدود ۱ ± ۱۲۵ میلیون سال پیش ادامه یافت.

## نام‌گذاری
نام اشکوب بارمین از نام روستای بارمه در آلپ-دو-اوت-پرووانس فرانسه گرفته شده است. این اشکوب در سال ۱۸۷۳ توسط هنری کوکواند تعریف، تشریح و نام‌گذاری شد.